# Monogram (azienda)
Monogram è stata un'azienda di modellismo statico.

## Storia
Monogram fu fondata a Chicago nel 1945 come produttrice di modelli in balsa di navi e aerei da due ex dipendenti della Comets kits, Jack Besser e Bob Reder. Navi da guerra come la USS Missouri, la USS Shangri-La e la USS Hobby furono i primi prodotti.
Nel 1953 Monogram crea le linee "All Plastic" e "Plastikits". Due auto e un idrovolante furono i modelli iniziali della casa; l'idrovolante venduto anche con il kit di propulsione a C02 "Jet Power". Sulle scatole c'era la scritta "acetate parts molded to shape", che indicava la novità del materiale usato (Acetato di vinile).
I primi velivoli erano in balsa con alcuni particolari di plastica e peropulsi con l'elastico. Dal 1954 venne prodotta la serie Speedee Built. La serie Superkits ebbe la fusoliera prefabbricata in balsa e particolari in plastica.

### L'approccio Monogram
Sul finire degli anni cinquanta l'azienda entrò nel mondo delle automobili, con la serie Hot Rods e da corsa. Nel 1956 il primo modello fu Model A V-8 una Sprint Car. Nel 1959 venne commercializzata la Ford Deuce 5 porte. Nel 1962 la presentazione della "Big T" (kit PC 78); scala 1/8 della Ford Model T del 1924. Il libretto di istruzioni di 24 pagine 8 1/2 x 11 inch mostrava che l'auto poteva essere equipaggiata con un motore elettrico e rifinita secondo lo stile di Darryl Starbird del Kansas (Monogram 1962).

### Concorrenti
Negli anni'60 entrano in competizione Monogram e Revell. Mentre aziende come AMT e MPC focalizzano la produzione sulle auto, Monogram e Revell diversificano verso aerei, navi e mezzi militari. I velivoli Monogram erano conosciuti per caratteristiche funzionali come il sedile eiettabile con azionamento a molla del F-105 Thunderchief o la bomba atomica tattica sotto le ali del RB-66A con torretta mitragliatrici mobile.
Negli anni settanta Monogram volle portare novità nel mondo modellistico con lo slogan Make it large (fatelo grande), esempio l'introduzione in scala 1:8 della Corvette nel 1978 di 23" di lunghezza (Model Cars 1979, pp. 14–15). Negli anni settanta venne ingaggiato il modellista Sheperd Paine per la colorazione dei velivoli e diorami da usare sui manuali d'istruzione e sulle immagini sulle scatole di montaggio (DeRogatis 2005).

### Hot RodseCustomdi Tom Daniels
Mentre Revell promosse la commercializzazione di auto e AMT e MPC si concentrarono sulle auto statunitensi ingaggiando George Barris, i fratelli Alexander e Bill Cushenberry la prima, Dean Jeffries la seconda, Monogram proseguì sullo sviluppo di velivoli e mezzi militari. Negli anni settanta Monogram iniziò pure a sviluppare Hot Rods e Custom ingaggiando Tom Daniel per creazioni di fantasia.

### Mattel
Quando la Monogram fu venduta alla Mattel nel 1968, i modelli di Tom Daniel si videro nelle nuove linee della Hot Wheels die-cast. Esempi furono Ice-T, Red Baron, Paddy Wagon, S'cool Bus, Sand Crab, T'rantula (fatta dalla sussidiaria Mattel italiana Mebetoys).
Nel 1986 Mattel vendette la Monogram alla Odyssey Partners di New York. Lo stesso anno comprarono la Revell. Conseguentemente vennero fuse Revell e Monogram con sede alla Monogram, Des Plaines (Illinois) Plant Number 2. A fusione completata la sede fu posta a Northbrook (Illinois).
Negli anni novanta Monogram vendette la sua linea scala 1/87 Mini Exacts H0 alla Herpa.
Nel 1994 Revell-Monogram fu acquisita dalla Hallmark Cards della Binney and Smith. Nel maggio 2007 la Hobbico Inc. annuncia l'acquisizione della Revell-Monogram LLC. Dal 1987 al 2005 il marchio Monogram era legato a quello Revell. Dalla acquisizione Hobbico, il marchio è sparito. Solo Revell rimane sulle scatole di montaggio.

## Prodotti
Monogram negli anni:

### Velivoli scala 1/48
- Giappone
  - Mitsubishi A6M
- Germania
  - Arado Ar 234, Dornier Do 335, Focke-Wulf Fw 190, Heinkel He 111, Junkers Ju-87G Stuka, Junkers Ju 88, Junkers Ju 52, Messerschmitt Bf 109, Messerschmitt Me 262
- USA
  - Bell P-39 Airacobra, Bell UH-1 Huey (A, B, C e F varianti), Bell AH-1S Cobra, Boeing B-17 Flying Fortress, Boeing B-29 Superfortress, Boeing AH-64 Apache, Cessna A-37 Dragonfly, Cessna 180 (anche floatplane), Convair F-102A Delta Dagger, Convair F-106 Delta Dart, Convair B-58 Hustler, Consolidated B-24 Liberator, Consolidated PBY Catalina, Curtiss P-40C Hawk, Curtiss SB2C Helldiver, Douglas DC-3, Douglas C-47 Skytrain, Douglas TBD Devastator, Douglas SBD Dauntless, Douglas A-26 Invader, Douglas A-1 Skyraider, Douglas A-4F Skyhawk (anche OA-4M), General Dynamics F-16 Fighting Falcon, General Dynamics F-111 (anche EF-111A Raven), Grumman TBF-1 Avenger, Grumman F4F Wildcat, Grumman F6F Hellcat, Grumman F-14 Tomcat, Lockheed P-38J/L Lightning, Lockheed P-80C Shooting Star, Lockheed F-104C Starfighter, Vought A-7 Corsair II, Martin B-26 Marauder,  McDonnell F-101B Voodoo, McDonnell F-4C/D Phantom II, McDonnell F-4E Phantom II, McDonnell F-4J Phantom II, McDonnell AV-8B Harrier II, McDonnell Douglas F-15 Eagle, McDonnell Douglas F/A-18A Hornet, North American T-6 Texan, North American T-28 Trojan, North American B-25 Mitchell, North American P-51 Mustang (B e D varianti), North American F-86E/F Sabre, North American F-100D Super Sabre, Northrop P-61 Black Widow, Northrop F-5E Tiger II, Northrop F-20 Tigershark, Northrop F-89J Scorpion, Piper Tri-Pacer, Republic P-47D Thunderbolt Razorback and Bubble-top, Republic F-84F Thunderstreak, Republic F-105D Thunderchief, Republic F-105F Thunderchief, Republic F-105G Thunderchief,  Vought OS2U Kingfisher, Vought F4U Corsair, Vought F-8 Crusader
- Regno Unito
  - de Havilland Mosquito, Hawker Hurricane, Hawker Typhoon, Supermarine Spitfire

### Auto
- 1/24 scale classics
  - 1934 Duesenberg SJ, 1939 Mercedes 540K, 1941 Lincoln Continental, Cord 812
- 1/24 scale contemporary
  - 1957 Chevy Hardtop
  - 1965 Chevy Impala SS 396
- 1/87 scale Mini-Exacts
  - Ferrari F40
  - 1969 Ford Mustang Boss 302
  - 1957 Chevrolet
  - Ferrari Testarossa
  - Lamborghini Countach
  - Jaguar XK-E.
  - 1989 Pontiac Grand Prix
  - BMW 325 coupe
  - Mercedes-Benz 300 SL Gullwing
  - 1963 Corvette Split Window
  - 1966 Shelby 427 Cobra
  - 1962 Ferrari 250 GTO
  - 1987 Z-28 Camaro
  - 1990 Corvette ZR-1
  - 1989 Ford Thunderbird SC
  - Porsche 911 slant nose
  - Mazda RX-7
  - 1987 Buick Grand National, and
  - Limited edition Indy Car and NASCAR Chevy Lumina.

### Mezzi militari
- 1/32 scale
  - M8 Greyhound Armored Car
  - M8 Greyhound
  - M3 Lee Medium Tank
  - M3 Grant Medium Tank
  - M4 Sherman Hedgehog
  - M4A1 Sherman Screaming Mimi
  - M48A2 Patton Tank
  - Sdkfz 232 Panzerspahwagen 8-Rad Armored Car
  - Panzerkampfwagen IV Medium Tank
  - Sturmgeschuetz IV Assault Tank
  - Panzerjager IV L/70 Tank Destroyer
  - Sturmpanzer IV Brumbar
  - Flakpanzer IV Wirbelwind
  - Flakpanzer IV Ostwind